# Município de Jersey (condado de Licking, Ohio)
O município de Jersey (em inglês: Jersey Township) é um município localizado no condado de Licking no estado estadounidense de Ohio. No ano de 2010 tinha uma população de 2.740 habitantes e uma densidade populacional de 39,11 pessoas por km².

## Geografia
O município de Jersey encontra-se localizado nas coordenadas 40° 04′ 54″ N, 82° 43′ 02″ O. Segundo o Departamento do Censo dos Estados Unidos, o município tem uma superfície total de 70.05 km², da qual 69,73 km² correspondem a terra firme e (0,45 %) 0,32 km² é água.
Localizado no extremo oeste do condado, limita com os seguintes territórios:
- Município de Monroe - Norte
- Município de Liberty - Extremo nordeste
- Município de St. Albans - Este
- Município de Harrison - Extremo Sudeste
- Município de Pataskala - Sul
- Município de Jefferson, condado de Franklin - Extremo sudoeste
- Município de Plain, condado de Franklin - Oeste
- Município de Harlem, condado de Delaware - Extremo Noroeste

## Demografia
Segundo o censo de 2010, tinha 2.740 habitantes residindo no município de Jersey. A densidade populacional era de 39,11 hab./km². Dos 2.740 habitantes, o município de Jersey estava composta pelo 96,97 % brancos, o 0,4 % eram afroamericanos, o 0,26 % eram amerindios, o 0,47 % eram asiáticos, o 0,44 % eram de outras raças e o 1,46 % eram de uma mistura de raças. Do total da população o 0,95 % eram hispanos ou latinos de qualquer raça.